# И не оста ниједан (филм из 1945)
И не оста ниједан (енгл. And Then There Were None) је амерички мистеријски филм из 1945. године, режисера Ренеа Клера, заснован на истоименом роману Агате Кристи. У Уједињеном Краљевству је објављен под насловом Десет малих Индијанаца (енгл. Ten Little Indians), у складу са трећим насловом романа у овој држави. Радња прати седморо гостију, недавно запослену секретарицу и двоје чланова послуге које непознати домаћин окупља на свом приватном изолованом острву, и који бивају убијени један по један. Преостали заједно покушавају да утврде ко је убица пре него што буде прекасно.
Филм је продуцирао 20th Century Fox и због истеклих ауторских права данас је у јавном власништву.

## Радња
Десеторо људи, од којих нико никога не познаје, позвани су на мало изоловано острво код обале Девона, у Енглеској, од стране господина и госпође Овен. Смештени се у вили коју чувају двоје новоунајмљених слугу, Томас и Етел Роџерс, али њихови домаћини су одсутни. Када гости седну да вечерају, примећују да се на средишњем делу стола налази десет фигурица Индијанаца. Томас ставља грамофонску плочу, преко које мушки глас све присутне оптужује за убиство:
- Генерал сер Џон Мендрејк, да је љубавника своје жене, поручника под његовом командом, намерно послао у смрт;
- Емили Брент, да је одговорна за смрт свог младог нећака;
- Др Едвард Г. Армстронг, да је због пијаног стања био одговоран за смрт пацијента;
- Принц Никита Старлов, да је усмртио двоје људи током брзе вожње;
- Вера Клејторн, да је убила вереника своје сестре;
- Судија Френсис Џ. Квинкенон, да је одговоран за вешање недужног човека;
- Филип Ломбард, да је одговоран за смрт 21 члана јужноафричког племена;
- Вилијам Х. Блор, због кривоклетства, које је резултовало смрћу невиног човека;
- Томас и Етел Роџерс, да су одговорни за смрт своје претходне послодавке.

Постаје очигледно да нико од њих десеторо не зна или чак није видео „У. Н. Овена”; онда схватају да његово име значи „непознат” (енгл. unknown). Такође нису у могућности да напусте острво, пошто их Роџерс обавештава да се чамац неће вратити до понедељка, а тек је петак.
Старлов признаје кривицу, а затим умире након што је попио пиће које се испоставило као отровано. Следећег јутра, откривено је да је госпођа Роџерс умрла у сну. Гости примећују да је једна фигурица сломљена, а друга нестала након ове две смрти. Две смрти које се поклапају са дечјом песмицом Десет малих Индијанаца, а преосталих осморо безуспешно претражују острво у потрази за „господином Овеном”. Након што је генерал Мендрејк избоден на смрт, судија изјављује да Овен мора да буде један од њих.
Они гласају за кога сумњају да је Овен; као једини који је добио више од једног гласа, Роџерс је натеран да спава у дрварници. Следећег јутра проналазе га мртвог, главе расцепљене секиром. Госпођица Брент умире следећа, а њено тело је пронађено са хиподермичком иглом у близини. Армстронг открива да му игла недостаје, а Ломбардов револвер је такође нестао.
За вечером, Квинкенон, Армстронг, Блор и Ломбард признају своје злочине. Када дође ред на госпођицу Клејторн, она се извињава и одлази у своју собу, а остали чују њен врисак и јуре ка њој. У збрци се чује један пуцањ. Проналазе је потресену након што ју је очешала морска трава која виси са плафона. Проналазе и Ломбардов пиштољ; Квинкенон је пронађен устрељен у главу.
Госпођица Клејторн инсистира да је невина, али Армстронг сумња у њу и закључава је у њену собу. Те ноћи Клејторнова признаје Ломбарду да је њена сестра убила сопственог вереника и да јој је она помогла да прикрије злочин, као и да је преузела кривицу на себе. Њих двоје касније схватају да је Армстронг нестао.
Следећег јутра, Блора убија део фасаде оборен са спрата изнад. Ломбард проналази леш на плажи: Армстронгов. Госпођица Клејторн уперава Ломбардов пиштољ против њега, сигурна да је Ломбард убица. Он јој каже да је његово право име Чарлс Морли, а да је прави Ломбард његов пријатељ који је извршио самоубиство. Морли добија једну идеју и позива Клејторнову да га упуца.
Госпођица Клејторн пуца, а Морли пада. Она проналази омчу која виси у кући и открива ко је Овен: Квинкенон. Судија јој каже да је целог живота тражио савршену правду. Након што је сазнао да је смртно болестан, сковао је овај план. Убедио је Армстронга да му помогне да лажира сопствену (Квинкенонову) смрт, наводно да би помогао да ухвати Овена, а затим је убио Армстронга. Он јој каже да може или да се обеси или да буде осуђена на вешала (као једини могући починилац). Он пије отровни виски, док се Морли појављује иза њега, жив, јер га је Вера намерно промашила. Квинкенон умире и чамац стиже, спасавајући Морлија и госпођицу Клејторн.

## Улоге
| Глумац         | Улога                       |
| -------------- | --------------------------- |
| Бари Фицџералд | судија Френсис Џ. Квинкенон |
| Волтер Хјустон | др Едвард Г. Армстронг      |
| Луис Хејвард   | Филип Ломбард / Чарлс Морли |
| Роланд Јанг    | детектив Вилијам Хенри Блор |
| Џун Дупрез     | Вера Клејторн               |
| Миша Ауер      | принц Никита „Ники” Старлов |
| Ч. Обри Смит   | генерал сер Џон Мендрејк    |
| Џудит Андерсон | Емили Брент                 |
| Ричард Хајдн   | Томас Роџерс                |
| Квини Леонард  | Етел Роџерс                 |
| Хари Терстон   | Фред Наракот                |